# شهر اردیبهشت
شهر اردیبهشت فیلمی به نویسندگی فرهاد فلاحتگر و به کارگردانی و تهیه‌کنندگی مهرداد فلاحتگر محصول سال ۱۳۹۶ است.

## داستان فیلم
مهرداد به علت قتل غیرعمد در شمال زندانی است. دوستانش برای ملاقات و تعطیلات آخر هفته به بابل می‌روند، که در مسیر شمال مقدار زیادی پول و مواد مخدر پیدا می‌کنند که برایشان دردسر می‌شود.

## بازیگران
- مریم کاویانی
- علی اوسیوند
- شهرام لاسمی بازیگر شخصیت قلقلی
- فرهاد فلاحت‌گر
- هانی نوروزی فرزند مرحوم هادی نوروزی